# Onsen de Hondani
El onsen de Hondani (本谷温泉 Hondani-onsen?) es un onsen que se encuentra en la ciudad de Saijo de la prefectura de Ehime.

## Accesos
Se encuentra en un valle conformado por el río Daimyojin (大明神川 Daimyōjin-gawa?), al que se accede por un camino a la vera del río.
- Tren: la estación más cercana es la estación Iyomiyoshi de la línea Yosan de la Japan Railways. Otra estación, aunque un poco más alejada es la estación Nyugawa de la misma línea, estación en la que se detienen los servicios rápidos; desde allí un viaje en taxi demora unos 18 minutos.
- Autobús: existen servicios desde las estaciones de Nyugawa e Iyomiyoshi, a cargo de la empresa Autobús Shuso (周桑バス Shūsō-basu?).
- Automóvil: desde el intercambiador Tōyotanbara de la autovía Imabari-Komatsu se accede en unos 15 minutos.

## Características
- Alcalino hipotónico.
- La temperatura es de unos 20 °C.
- Es considerado uno de los tres principales onsen de la prefectura de Ehime, junto a los onsen de Dogo y Nibukawa.

## Facilidades
A la vera del río Daimyojin se encuentran las facilidades del onsen de Hondani (本谷温泉館 Hondani Onsen-kan?) que pertenecieron a lo que fue la ciudad de Toyo (en la actualidad están a cargo de una empresa privada). También cuenta con el parque onsen de Hondani (本谷温泉公園 Hondani Onsen-kōen?), que se extiende a ambas márgenes del río. Las instalaciones se encuentran un tanto alejadas de la fuente de aguas termales, y el agua es traída desde la fuente situada a unos 4 kilómetros de distancia.